# Hessian
Hessian (hessien en anglais) est un protocole binaire permettant l'utilisation de services web d'une manière simple et rapide, sans le besoin d'un framework compliqué. Le protocole n'étant pas alourdi par l'usage de pièces jointes, il est particulièrement efficace pour l'envoi de données binaires.
Hessian a été développé par Caucho Technology et cette société a publié sous une licence libre (Apache) des implémentations en Java, Python et ActionScript. Des implémentations par d'autres développeurs existent pour C++, C#, Objective-C, D, Perl, PHP, Ruby et Erlang, également sous licences libres.

## Adaptations
Bien que Hessian soit principalement destiné aux services Web, il peut ėtre adapté au trafic TCP au moyen des classes HessianInput et HessianOutput dans l'implémentation Java de Caucho.

## Implémentations
- Cotton (Erlang)
- HessianCPP (C++)
- HessianC# (C#)
- Hessian (on Rubyforge) (Ruby)
- HessianRuby (Ruby)
- Hessian-Translator (Perl)
- HessianPHP (PHP)
- HessianPy (Python)
- HessianObjC (Objective-C)
- HessianKit (Objective-C 2.0)
- HessianD (D)
- Hessian4 J (Java).
- HessDroid (Android).